# (9682) Gravesande
(9682) Gravesande ist ein Asteroid des inneren Hauptgürtels, der am 24. September 1960 von dem niederländischen Astronomenehepaar Cornelis Johannes van Houten und Ingrid van Houten-Groeneveld entdeckt wurde. Die Entdeckung geschah im Rahmen des Palomar-Leiden-Surveys, bei dem von Tom Gehrels mit dem 120-cm-Oschin-Schmidt-Teleskop des Palomar-Observatoriums aufgenommene Feldplatten an der Universität Leiden durchmustert wurden.
Der Himmelskörper wurde am 9. März 2001 nach dem niederländischen Astronomen, Philosophen, Physiker und Mathematiker Willem Jacob ’s Gravesande (1688–1742) benannt, dessen Arbeiten einen starken Einfluss auf die experimentelle Physik des achtzehnten Jahrhunderts hatten.